# Pearl Jam/Auszeichnungen für Musikverkäufe

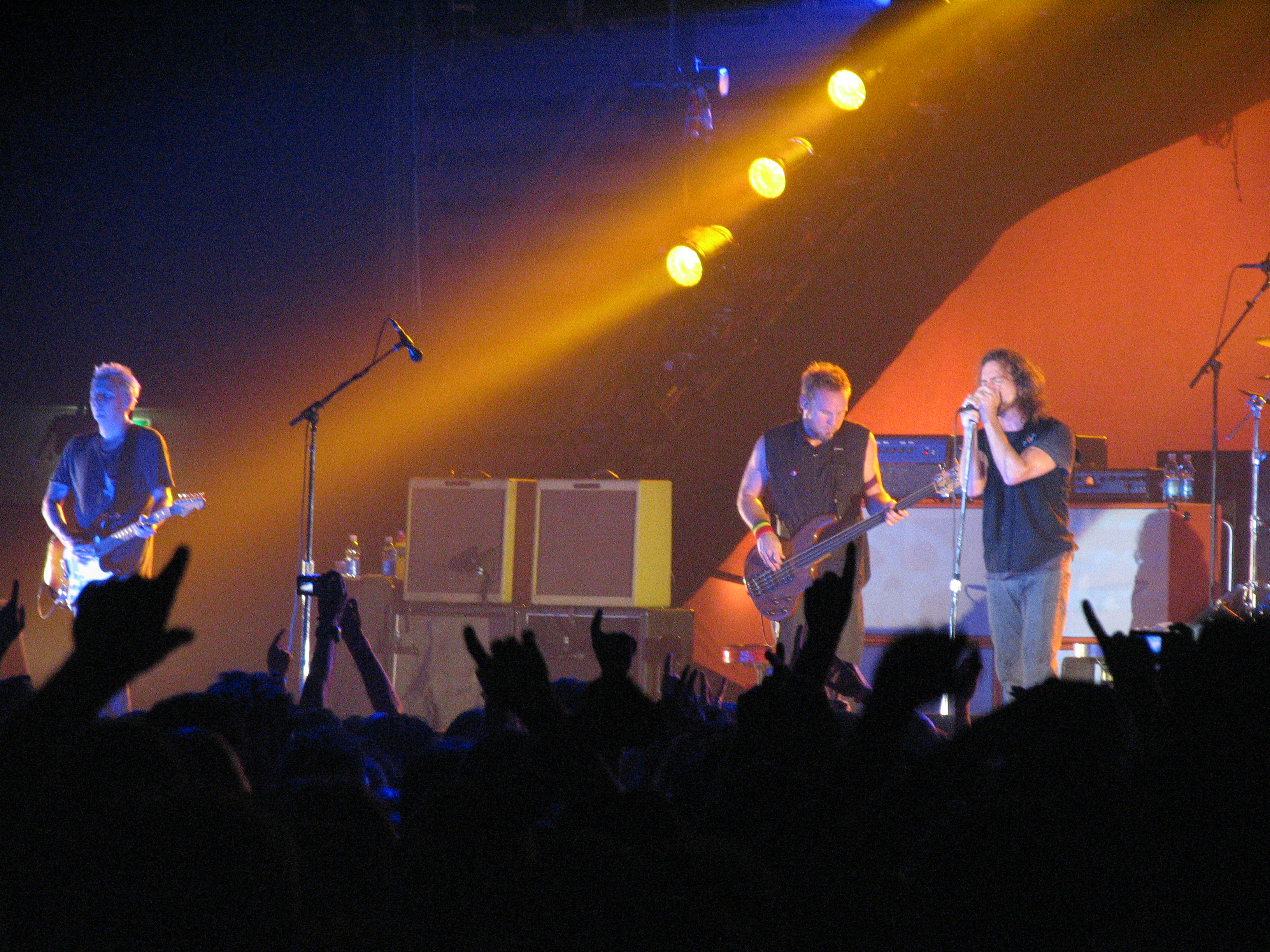
Pearl Jam (2006)

Dies ist eine Übersicht über die Auszeichnungen für Musikverkäufe der US-amerikanischen Rockband Pearl Jam. Die Auszeichnungen finden sich nach ihrer Art (Gold, Platin usw.), nach Staaten getrennt in chronologischer Reihenfolge, geordnet sowie nach den Tonträgern selbst, ebenfalls in chronologischer Reihenfolge, getrennt nach Medium (Alben, Singles usw.), wieder.

## Auszeichnungen
| - Portugal - 2004: für das Videoalbum Single Video Theory - Vereinigtes Königreich - 1995: für das Album Mirror Ball - 2013: für das Album Riot Act - 2013: für das Album Pearl Jam - 2013: für das Album Binaural - 2013: für das Album Backspacer - 2019: für das Album Lightning Bolt - 2022: für die Single Jeremy - 2023: für die Single Black - Argentinien - 2005: für das Album Ten - 2005: für das Album Vs. - Australien - 1992: für die Single Alive - 1994: für die Single Animal - 1995: für die Single Daughter - 1995: für die Single Jeremy - 1995: für das Album Merkin Ball / I Got Shit - 1998: für die Single Given to Fly - 2002: für die Single I Am Mine - 2003: für das Album Lost Dogs - 2007: für das Videoalbum Immagine in Cornice - 2013: für das Album Lightning Bolt - Brasilien - 1993: für das Album Ten - 1994: für das Album Vs. - 2003: für das Album Riot Act - 2006: für das Album Pearl Jam - 2014: für das Album Lightning Bolt - 2023: für die Single Alive - 2023: für die Single Daughter - 2023: für die Single Even Flow - 2023: für die Single I Am Mine - 2023: für die Single Jeremy - 2023: für die Single Last Kiss - 2024: für die Single Dance of the Clairvoyants - Dänemark - 2023: für die Single Alive - Deutschland - 1994: für das Album Ten - Europa - 1995: für das Album Vitalogy - Italien - 2014: für die Single Just Breathe - 2017: für die Single Alive - 2021: für die Single Black - 2024: für die Single Even Flow - Kanada - 2004: für das Album Live at Benaroya Hall - 2005: für das Album rearviewmirror (Greatest Hits 1991–2003) - 2006: für das Album Binaural - 2006: für das Album Lost Dogs - 2006: für das Album Riot Act - Mexiko - 1999: für das Album Vitalogy - 1999: für das Album Yield - 1999: für das Album No Code - 2000: für das Album Binaural - 2003: für das Album Mexiko 2003 - Neuseeland - 1995: für die Single Animal - 2003: für das Album Lost Dogs - Niederlande - 1993: für das Album Vs. - 1995: für das Album Vitalogy - 1998: für das Album Yield - Norwegen - 1993: für das Album Ten - 1994: für das Album Vs. - Polen - 1996: für das Album Vitalogy - 1998: für das Album Yield - 2011: für das Album Pearl Jam Twenty - 2013: für das Album Lightning Bolt - 2018: für das Album Ten (Deluxe) - Portugal - 2004: für das Album Live at Benaroya Hall - 2006: für das Album Pearl Jam - 2009: für das Album Backspacer - 2012: für das Videoalbum Pearl Jam Twenty - 2022: für das Album Ten - Schweden - 1993: für das Album Ten - Schweiz - 2000: für das Album Ten - Spanien - 1993: für das Album Vs. - 1996: für das Album Vitalogy - 2024: für die Single Alive - 2024: für die Single Even Flow - Vereinigte Staaten - 1995: für das Album Mirror Ball - 1996: für das Album Merkin Ball / I Got Shit - 1999: für die Single Jeremy - 1999: für die Single Last Kiss - 2000: für das Album Binaural - 2002: für das Album Riot Act - 2004: für das Album Lost Dogs - 2006: für das Album Pearl Jam - 2008: für das Videoalbum Immagine in Cornice - 2012: für das Album Backspacer - 2023: für das Lied Elderly Woman Behind the Counter in a Small Town - Vereinigtes Königreich - 2013: für das Album Vs. - 2013: für das Album Vitalogy - 2013: für das Videoalbum Touring Band 2000 - 2013: für das Videoalbum Live at the Garden - 2013: für das Album Yield - 2013: für das Album rearviewmirror (Greatest Hits 1991–2003) - 2013: für das Album No Code - 2022: für die Single Alive - 2023: für die Single Even Flow | - Australien - 1998: für das Album Live on Two Legs - 1998: für das Album Yield - 2000: für das Album Binaural - 2002: für das Album Riot Act - 2006: für das Album Pearl Jam - 2009: für das Album Backspacer - 2011: für das Videoalbum Pearl Jam Twenty - Belgien - 2000: für das Album Ten - Brasilien - 2023: für die Single Black - 2024: für die Single Sirens - 2024: für die Single Just Breathe - Italien - 2013: für das Album Backspacer - 2014: für das Album Lightning Bolt - Kanada - 1998: für das Videoalbum Single Video Theory - 1998: für das Album Live on Two Legs - 2006: für das Album Pearl Jam - 2010: für das Album Backspacer - 2014: für das Album Lightning Bolt - 2023: für das Lied Elderly Woman Behind the Counter in a Small Town - Neuseeland - 1999: für das Album Live on Two Legs - 2000: für das Album Binaural - 2003: für das Album Riot Act - 2006: für das Album Pearl Jam - 2009: für das Album Backspacer - 2022: für das Lied Yellow Ledbetter - 2021: für die Single Daughter - 2023: für die Single Just Breathe - Niederlande - 1993: für das Album Ten - Portugal - 2005: für das Videoalbum Live at the Garden - Spanien - 1998: für das Album Yield - Vereinigte Staaten - 1997: für das Album No Code - 1998: für das Album Yield - 1999: für das Videoalbum Single Video Theory - 2001: für das Videoalbum Touring Band 2000 - 2002: für das Album Live on Two Legs - 2005: für das Album rearviewmirror (Greatest Hits 1991–2003) - 2012: für das Videoalbum Pearl Jam Twenty - 2014: für die Single Just Breathe - 2023: für die Single Daughter - Australien - 1996: für das Album No Code - Italien - 2025: für das Album Ten - Kanada - 1996: für das Album No Code - 1998: für das Album Yield - 2006: für das Videoalbum Live at the Garden - 2023: für die Single Daughter - Neuseeland - 1997: für das Album No Code - 1998: für das Album Yield - 2023: für die Single Alive - 2024: für die Single Even Flow - 2025: für die Single Last Kiss - Polen - 2024: für das Album Ten - Vereinigtes Königreich - 2018: für das Album Ten | - Australien - 1995: für das Album Vitalogy - 1999: für die Single Last Kiss - 2003: für das Videoalbum Touring Band 2000 - Dänemark - 2019: für das Album Ten - Neuseeland - 1995: für das Album Vs. - 1995: für das Album Vitalogy - 1995: für die Single Jeremy - 2025: für die Single Black - Portugal - 2013: für das Album Lightning Bolt - Vereinigte Staaten - 2004: für das Videoalbum Live at the Garden - Australien - 1996: für das Album Vs. - 2006: für das Videoalbum Live at the Garden - Neuseeland - 2024: für das Album rearviewmirror (Greatest Hits 1991–2003) - Australien - 2017: für das Album rearviewmirror (Greatest Hits 1991–2003) - Kanada - 1996: für das Album Vitalogy - Vereinigte Staaten - 1995: für das Album Vitalogy - Kanada - 2023: für das Album Vs. - Neuseeland - 1997: für das Album Ten - Kanada - 2006: für das Album Ten - Vereinigte Staaten - 2000: für das Album Vs. - Australien - 2021: für das Album Ten - Vereinigte Staaten - 2009: für das Album Ten |

## Auszeichnungen nach Alben

### Ten
| Land/Region                  | Auszeichnungen für Musikverkäufe (Land/Region, Auszeichnung, Verkäufe) | Verkäufe   |
| ---------------------------- | ---------------------------------------------------------------------- | ---------- |
| Argentinien (CAPIF)          | Gold                                                                   | 30.000     |
| Australien (ARIA)            | 8× Platin                                                              | 560.000    |
| Belgien (BRMA)               | Platin                                                                 | 50.000     |
| Brasilien (PMB)              | Gold                                                                   | 100.000    |
| Dänemark (IFPI)              | 3× Platin                                                              | 60.000     |
| Deutschland (BVMI)           | Gold                                                                   | 250.000    |
| Italien (FIMI)               | 2× Platin                                                              | 100.000    |
| Kanada (MC)                  | 7× Platin                                                              | 700.000    |
| Neuseeland (RMNZ)            | 6× Platin                                                              | 90.000     |
| Niederlande (NVPI)           | Platin                                                                 | 100.000    |
| Norwegen (IFPI)              | Gold                                                                   | 25.000     |
| Polen (ZPAV)                 | 2× Platin (Standard) · + Gold (Deluxe)                                 | 50.000     |
| Portugal (AFP)               | Gold                                                                   | 7.500      |
| Schweden (IFPI)              | Gold                                                                   | 50.000     |
| Schweiz (IFPI)               | Gold                                                                   | 25.000     |
| Vereinigte Staaten (RIAA)    | 13× Platin                                                             | 13.000.000 |
| Vereinigtes Königreich (BPI) | 2× Platin                                                              | 600.000    |
| Insgesamt                    | 8× Gold · 41× Platin · 1× Diamant ·                                    | 15.597.500 |

### Vs.
| Land/Region                  | Auszeichnungen für Musikverkäufe (Land/Region, Auszeichnung, Verkäufe) | Verkäufe  |
| ---------------------------- | ---------------------------------------------------------------------- | --------- |
| Argentinien (CAPIF)          | Gold                                                                   | 20.000    |
| Australien (ARIA)            | 4× Platin                                                              | 280.000   |
| Brasilien (PMB)              | Gold                                                                   | 100.000   |
| Kanada (MC)                  | 6× Platin                                                              | 600.000   |
| Neuseeland (RMNZ)            | 3× Platin                                                              | 45.000    |
| Niederlande (NVPI)           | Gold                                                                   | 50.000    |
| Norwegen (IFPI)              | Gold                                                                   | 25.000    |
| Spanien (Promusicae)         | Gold                                                                   | 50.000    |
| Vereinigte Staaten (RIAA)    | 7× Platin                                                              | 7.000.000 |
| Vereinigtes Königreich (BPI) | Gold                                                                   | 100.000   |
| Insgesamt                    | 6× Gold · 20× Platin ·                                                 | 8.270.000 |

### Vitalogy
| Land/Region                  | Auszeichnungen für Musikverkäufe (Land/Region, Auszeichnung, Verkäufe) | Verkäufe  |
| ---------------------------- | ---------------------------------------------------------------------- | --------- |
| Australien (ARIA)            | 3× Platin                                                              | 210.000   |
| Europa (IFPI)                | Gold                                                                   | 500.000   |
| Kanada (MC)                  | 5× Platin                                                              | 500.000   |
| Mexiko (AMPROFON)            | Gold                                                                   | 75.000    |
| Neuseeland (RMNZ)            | 3× Platin                                                              | 45.000    |
| Niederlande (NVPI)           | Gold                                                                   | (50.000)  |
| Polen (ZPAV)                 | Gold                                                                   | (50.000)  |
| Spanien (Promusicae)         | Gold                                                                   | (50.000)  |
| Vereinigte Staaten (RIAA)    | 5× Platin                                                              | 5.000.000 |
| Vereinigtes Königreich (BPI) | Gold                                                                   | (100.000) |
| Insgesamt                    | 6× Gold · 16× Platin ·                                                 | 5.930.000 |

### Mirror Ball
| Land/Region                  | Auszeichnungen für Musikverkäufe (Land/Region, Auszeichnung, Verkäufe) | Verkäufe |
| ---------------------------- | ---------------------------------------------------------------------- | -------- |
| Vereinigte Staaten (RIAA)    | Gold                                                                   | 500.000  |
| Vereinigtes Königreich (BPI) | Silber                                                                 | 60.000   |
| Insgesamt                    | 1× Silber · 1× Gold ·                                                  | 560.000  |

### Merkin Ball / I Got Shit
| Land/Region               | Auszeichnungen für Musikverkäufe (Land/Region, Auszeichnung, Verkäufe) | Verkäufe |
| ------------------------- | ---------------------------------------------------------------------- | -------- |
| Australien (ARIA)         | Gold                                                                   | 35.000   |
| Vereinigte Staaten (RIAA) | Gold                                                                   | 250.000  |
| Insgesamt                 | 2× Gold ·                                                              | 285.000  |

### No Code
| Land/Region                  | Auszeichnungen für Musikverkäufe (Land/Region, Auszeichnung, Verkäufe) | Verkäufe  |
| ---------------------------- | ---------------------------------------------------------------------- | --------- |
| Australien (ARIA)            | 2× Platin                                                              | 140.000   |
| Kanada (MC)                  | 2× Platin                                                              | 200.000   |
| Mexiko (AMPROFON)            | Gold                                                                   | 75.000    |
| Neuseeland (RMNZ)            | 2× Platin                                                              | 30.000    |
| Vereinigte Staaten (RIAA)    | Platin                                                                 | 1.000.000 |
| Vereinigtes Königreich (BPI) | Gold                                                                   | 100.000   |
| Insgesamt                    | 2× Gold · 7× Platin ·                                                  | 1.545.000 |

### Yield
| Land/Region                  | Auszeichnungen für Musikverkäufe (Land/Region, Auszeichnung, Verkäufe) | Verkäufe  |
| ---------------------------- | ---------------------------------------------------------------------- | --------- |
| Australien (ARIA)            | Platin                                                                 | 70.000    |
| Kanada (MC)                  | 2× Platin                                                              | 200.000   |
| Mexiko (AMPROFON)            | Gold                                                                   | 75.000    |
| Neuseeland (RMNZ)            | 2× Platin                                                              | 30.000    |
| Niederlande (NVPI)           | Gold                                                                   | 50.000    |
| Polen (ZPAV)                 | Gold                                                                   | 50.000    |
| Spanien (Promusicae)         | Platin                                                                 | 100.000   |
| Vereinigte Staaten (RIAA)    | Platin                                                                 | 1.000.000 |
| Vereinigtes Königreich (BPI) | Gold                                                                   | 100.000   |
| Insgesamt                    | 4× Gold · 7× Platin ·                                                  | 1.975.000 |

### Live on Two Legs
| Land/Region               | Auszeichnungen für Musikverkäufe (Land/Region, Auszeichnung, Verkäufe) | Verkäufe  |
| ------------------------- | ---------------------------------------------------------------------- | --------- |
| Australien (ARIA)         | Platin                                                                 | 70.000    |
| Kanada (MC)               | Platin                                                                 | 100.000   |
| Neuseeland (RMNZ)         | Platin                                                                 | 15.000    |
| Vereinigte Staaten (RIAA) | Platin                                                                 | 1.000.000 |
| Insgesamt                 | 4× Platin ·                                                            | 1.185.000 |

### Binaural
| Land/Region                  | Auszeichnungen für Musikverkäufe (Land/Region, Auszeichnung, Verkäufe) | Verkäufe |
| ---------------------------- | ---------------------------------------------------------------------- | -------- |
| Australien (ARIA)            | Platin                                                                 | 70.000   |
| Kanada (MC)                  | Gold                                                                   | 50.000   |
| Mexiko (AMPROFON)            | Gold                                                                   | 75.000   |
| Neuseeland (RMNZ)            | Platin                                                                 | 15.000   |
| Vereinigte Staaten (RIAA)    | Gold                                                                   | 500.000  |
| Vereinigtes Königreich (BPI) | Silber                                                                 | 60.000   |
| Insgesamt                    | 1× Silber · 3× Gold · 2× Platin ·                                      | 770.000  |

### Riot Act
| Land/Region                  | Auszeichnungen für Musikverkäufe (Land/Region, Auszeichnung, Verkäufe) | Verkäufe |
| ---------------------------- | ---------------------------------------------------------------------- | -------- |
| Australien (ARIA)            | Platin                                                                 | 70.000   |
| Brasilien (PMB)              | Gold                                                                   | 50.000   |
| Kanada (MC)                  | Gold                                                                   | 50.000   |
| Neuseeland (RMNZ)            | Platin                                                                 | 15.000   |
| Vereinigte Staaten (RIAA)    | Gold                                                                   | 500.000  |
| Vereinigtes Königreich (BPI) | Silber                                                                 | 60.000   |
| Insgesamt                    | 1× Silber · 3× Gold · 2× Platin ·                                      | 745.000  |

### Mexiko 2003
| Land/Region       | Auszeichnungen für Musikverkäufe (Land/Region, Auszeichnung, Verkäufe) | Verkäufe |
| ----------------- | ---------------------------------------------------------------------- | -------- |
| Mexiko (AMPROFON) | Gold                                                                   | 55.000   |
| Insgesamt         | 1× Gold ·                                                              | 55.000   |

### Lost Dogs
| Land/Region               | Auszeichnungen für Musikverkäufe (Land/Region, Auszeichnung, Verkäufe) | Verkäufe |
| ------------------------- | ---------------------------------------------------------------------- | -------- |
| Australien (ARIA)         | Gold                                                                   | 35.000   |
| Kanada (MC)               | Gold                                                                   | 50.000   |
| Neuseeland (RMNZ)         | Gold                                                                   | 7.500    |
| Vereinigte Staaten (RIAA) | Gold                                                                   | 500.000  |
| Insgesamt                 | 4× Gold ·                                                              | 592.500  |

### Live at Benaroya Hall
| Land/Region    | Auszeichnungen für Musikverkäufe (Land/Region, Auszeichnung, Verkäufe) | Verkäufe |
| -------------- | ---------------------------------------------------------------------- | -------- |
| Portugal (AFP) | Gold                                                                   | 20.000   |
| Insgesamt      | 1× Gold ·                                                              | 20.000   |

### Rearviewmirror (Greatest Hits 1991–2003)
| Land/Region                  | Auszeichnungen für Musikverkäufe (Land/Region, Auszeichnung, Verkäufe) | Verkäufe  |
| ---------------------------- | ---------------------------------------------------------------------- | --------- |
| Australien (ARIA)            | 5× Platin                                                              | 350.000   |
| Kanada (MC)                  | Gold                                                                   | 50.000    |
| Neuseeland (RMNZ)            | 4× Platin                                                              | 60.000    |
| Vereinigte Staaten (RIAA)    | Platin                                                                 | 1.000.000 |
| Vereinigtes Königreich (BPI) | Gold                                                                   | 100.000   |
| Insgesamt                    | 2× Gold · 10× Platin ·                                                 | 1.560.000 |

### Pearl Jam
| Land/Region                  | Auszeichnungen für Musikverkäufe (Land/Region, Auszeichnung, Verkäufe) | Verkäufe |
| ---------------------------- | ---------------------------------------------------------------------- | -------- |
| Australien (ARIA)            | Platin                                                                 | 70.000   |
| Brasilien (PMB)              | Gold                                                                   | 30.000   |
| Kanada (MC)                  | Platin                                                                 | 100.000  |
| Neuseeland (RMNZ)            | Platin                                                                 | 15.000   |
| Portugal (AFP)               | Gold                                                                   | 10.000   |
| Vereinigte Staaten (RIAA)    | Gold                                                                   | 500.000  |
| Vereinigtes Königreich (BPI) | Silber                                                                 | 60.000   |
| Insgesamt                    | 1× Silber · 3× Gold · 3× Platin ·                                      | 785.000  |

### Backspacer
| Land/Region                  | Auszeichnungen für Musikverkäufe (Land/Region, Auszeichnung, Verkäufe) | Verkäufe |
| ---------------------------- | ---------------------------------------------------------------------- | -------- |
| Australien (ARIA)            | Platin                                                                 | 70.000   |
| Italien (FIMI)               | Platin                                                                 | 60.000   |
| Kanada (MC)                  | Platin                                                                 | 80.000   |
| Neuseeland (RMNZ)            | Platin                                                                 | 15.000   |
| Portugal (AFP)               | Gold                                                                   | 10.000   |
| Vereinigte Staaten (RIAA)    | Gold                                                                   | 500.000  |
| Vereinigtes Königreich (BPI) | Silber                                                                 | 60.000   |
| Insgesamt                    | 1× Silber · 2× Gold · 4× Platin ·                                      | 795.000  |

### Pearl Jam Twenty
| Land/Region  | Auszeichnungen für Musikverkäufe (Land/Region, Auszeichnung, Verkäufe) | Verkäufe |
| ------------ | ---------------------------------------------------------------------- | -------- |
| Polen (ZPAV) | Gold                                                                   | 10.000   |
| Insgesamt    | 1× Gold ·                                                              | 10.000   |

### Lightning Bolt
| Land/Region                  | Auszeichnungen für Musikverkäufe (Land/Region, Auszeichnung, Verkäufe) | Verkäufe |
| ---------------------------- | ---------------------------------------------------------------------- | -------- |
| Australien (ARIA)            | Gold                                                                   | 35.000   |
| Brasilien (PMB)              | Gold                                                                   | 20.000   |
| Italien (FIMI)               | Platin                                                                 | 50.000   |
| Kanada (MC)                  | Platin                                                                 | 80.000   |
| Polen (ZPAV)                 | Gold                                                                   | 10.000   |
| Portugal (AFP)               | 3× Platin                                                              | 60.000   |
| Vereinigtes Königreich (BPI) | Silber                                                                 | 60.000   |
| Insgesamt                    | 1× Silber · 3× Gold · 5× Platin ·                                      | 315.000  |

## Auszeichnungen nach Singles

### Alive
| Land/Region                  | Auszeichnungen für Musikverkäufe (Land/Region, Auszeichnung, Verkäufe) | Verkäufe |
| ---------------------------- | ---------------------------------------------------------------------- | -------- |
| Australien (ARIA)            | Gold                                                                   | 35.000   |
| Brasilien (PMB)              | Gold                                                                   | 30.000   |
| Dänemark (IFPI)              | Gold                                                                   | 45.000   |
| Italien (FIMI)               | Gold                                                                   | 25.000   |
| Neuseeland (RMNZ)            | 2× Platin                                                              | 60.000   |
| Spanien (Promusicae)         | Gold                                                                   | 30.000   |
| Vereinigtes Königreich (BPI) | Gold                                                                   | 400.000  |
| Insgesamt                    | 6× Gold · 2× Platin ·                                                  | 625.000  |

### Even Flow
| Land/Region                  | Auszeichnungen für Musikverkäufe (Land/Region, Auszeichnung, Verkäufe) | Verkäufe |
| ---------------------------- | ---------------------------------------------------------------------- | -------- |
| Brasilien (PMB)              | Gold                                                                   | 30.000   |
| Italien (FIMI)               | Gold                                                                   | 50.000   |
| Neuseeland (RMNZ)            | 2× Platin                                                              | 60.000   |
| Spanien (Promusicae)         | Gold                                                                   | 30.000   |
| Vereinigtes Königreich (BPI) | Gold                                                                   | 400.000  |
| Insgesamt                    | 4× Gold · 2× Platin ·                                                  | 570.000  |

### Jeremy
| Land/Region                  | Auszeichnungen für Musikverkäufe (Land/Region, Auszeichnung, Verkäufe) | Verkäufe |
| ---------------------------- | ---------------------------------------------------------------------- | -------- |
| Australien (ARIA)            | Gold                                                                   | 35.000   |
| Brasilien (PMB)              | Gold                                                                   | 30.000   |
| Neuseeland (RMNZ)            | 3× Platin                                                              | 30.000   |
| Vereinigte Staaten (RIAA)    | Gold                                                                   | 500.000  |
| Vereinigtes Königreich (BPI) | Silber                                                                 | 200.000  |
| Insgesamt                    | 1× Silber · 3× Gold · 3× Platin ·                                      | 795.000  |

### Black
| Land/Region                  | Auszeichnungen für Musikverkäufe (Land/Region, Auszeichnung, Verkäufe) | Verkäufe |
| ---------------------------- | ---------------------------------------------------------------------- | -------- |
| Brasilien (PMB)              | Platin                                                                 | 60.000   |
| Italien (FIMI)               | Gold                                                                   | 35.000   |
| Neuseeland (RMNZ)            | 3× Platin                                                              | 90.000   |
| Vereinigtes Königreich (BPI) | Silber                                                                 | 200.000  |
| Insgesamt                    | 1× Silber · 1× Gold · 4× Platin ·                                      | 385.000  |

### Daughter
| Land/Region               | Auszeichnungen für Musikverkäufe (Land/Region, Auszeichnung, Verkäufe) | Verkäufe  |
| ------------------------- | ---------------------------------------------------------------------- | --------- |
| Australien (ARIA)         | Gold                                                                   | 35.000    |
| Brasilien (PMB)           | Gold                                                                   | 30.000    |
| Kanada (MC)               | 2× Platin                                                              | 160.000   |
| Neuseeland (RMNZ)         | Platin                                                                 | 30.000    |
| Vereinigte Staaten (RIAA) | Platin                                                                 | 1.000.000 |
| Insgesamt                 | 1× Gold · 4× Platin ·                                                  | 1.255.000 |

### Animal
| Land/Region       | Auszeichnungen für Musikverkäufe (Land/Region, Auszeichnung, Verkäufe) | Verkäufe |
| ----------------- | ---------------------------------------------------------------------- | -------- |
| Australien (ARIA) | Gold                                                                   | 35.000   |
| Neuseeland (RMNZ) | Gold                                                                   | 5.000    |
| Insgesamt         | 2× Gold ·                                                              | 40.000   |

### Given to Fly
| Land/Region       | Auszeichnungen für Musikverkäufe (Land/Region, Auszeichnung, Verkäufe) | Verkäufe |
| ----------------- | ---------------------------------------------------------------------- | -------- |
| Australien (ARIA) | Gold                                                                   | 35.000   |
| Insgesamt         | 1× Gold ·                                                              | 35.000   |

### Last Kiss
| Land/Region               | Auszeichnungen für Musikverkäufe (Land/Region, Auszeichnung, Verkäufe) | Verkäufe |
| ------------------------- | ---------------------------------------------------------------------- | -------- |
| Australien (ARIA)         | 3× Platin                                                              | 210.000  |
| Brasilien (PMB)           | Gold                                                                   | 30.000   |
| Neuseeland (RMNZ)         | 2× Platin                                                              | 60.000   |
| Vereinigte Staaten (RIAA) | Gold                                                                   | 500.000  |
| Insgesamt                 | 2× Gold · 5× Platin ·                                                  | 800.000  |

### I Am Mine
| Land/Region       | Auszeichnungen für Musikverkäufe (Land/Region, Auszeichnung, Verkäufe) | Verkäufe |
| ----------------- | ---------------------------------------------------------------------- | -------- |
| Australien (ARIA) | Gold                                                                   | 35.000   |
| Brasilien (PMB)   | Gold                                                                   | 30.000   |
| Insgesamt         | 2× Gold ·                                                              | 65.000   |

### Just Breathe
| Land/Region               | Auszeichnungen für Musikverkäufe (Land/Region, Auszeichnung, Verkäufe) | Verkäufe  |
| ------------------------- | ---------------------------------------------------------------------- | --------- |
| Brasilien (PMB)           | Platin                                                                 | 60.000    |
| Italien (FIMI)            | Gold                                                                   | 25.000    |
| Neuseeland (RMNZ)         | Platin                                                                 | 30.000    |
| Vereinigte Staaten (RIAA) | Platin                                                                 | 1.000.000 |
| Insgesamt                 | 1× Gold · 3× Platin ·                                                  | 1.115.000 |

### Sirens
| Land/Region     | Auszeichnungen für Musikverkäufe (Land/Region, Auszeichnung, Verkäufe) | Verkäufe |
| --------------- | ---------------------------------------------------------------------- | -------- |
| Brasilien (PMB) | Platin                                                                 | 60.000   |
| Insgesamt       | 1× Platin ·                                                            | 60.000   |

### Dance of the Clairvoyants
| Land/Region     | Auszeichnungen für Musikverkäufe (Land/Region, Auszeichnung, Verkäufe) | Verkäufe |
| --------------- | ---------------------------------------------------------------------- | -------- |
| Brasilien (PMB) | Gold                                                                   | 20.000   |
| Insgesamt       | 1× Gold ·                                                              | 20.000   |

## Auszeichnungen nach Lieder

### Elderly Woman Behind the Counter in a Small Town
| Land/Region               | Auszeichnungen für Musikverkäufe (Land/Region, Auszeichnung, Verkäufe) | Verkäufe |
| ------------------------- | ---------------------------------------------------------------------- | -------- |
| Kanada (MC)               | Platin                                                                 | 80.000   |
| Vereinigte Staaten (RIAA) | Gold                                                                   | 500.000  |
| Insgesamt                 | 1× Gold · 1× Platin ·                                                  | 580.000  |

### Yellow Ledbetter
| Land/Region       | Auszeichnungen für Musikverkäufe (Land/Region, Auszeichnung, Verkäufe) | Verkäufe |
| ----------------- | ---------------------------------------------------------------------- | -------- |
| Neuseeland (RMNZ) | Platin                                                                 | 30.000   |
| Insgesamt         | 1× Platin ·                                                            | 30.000   |

## Auszeichnungen nach Videoalben

### Single Video Theory
| Land/Region               | Auszeichnungen für Musikverkäufe (Land/Region, Auszeichnung, Verkäufe) | Verkäufe |
| ------------------------- | ---------------------------------------------------------------------- | -------- |
| Kanada (MC)               | Platin                                                                 | 10.000   |
| Portugal (AFP)            | Silber                                                                 | 2.000    |
| Vereinigte Staaten (RIAA) | Platin                                                                 | 100.000  |
| Insgesamt                 | 1× Silber · 2× Platin ·                                                | 112.000  |

### Touring Band 2000
| Land/Region                  | Auszeichnungen für Musikverkäufe (Land/Region, Auszeichnung, Verkäufe) | Verkäufe |
| ---------------------------- | ---------------------------------------------------------------------- | -------- |
| Australien (ARIA)            | 3× Platin                                                              | 45.000   |
| Vereinigte Staaten (RIAA)    | Platin                                                                 | 100.000  |
| Vereinigtes Königreich (BPI) | Gold                                                                   | 25.000   |
| Insgesamt                    | 1× Gold · 4× Platin ·                                                  | 170.000  |

### Live at the Garden
| Land/Region                  | Auszeichnungen für Musikverkäufe (Land/Region, Auszeichnung, Verkäufe) | Verkäufe |
| ---------------------------- | ---------------------------------------------------------------------- | -------- |
| Australien (ARIA)            | 4× Platin                                                              | 60.000   |
| Kanada (MC)                  | 2× Platin                                                              | 20.000   |
| Portugal (AFP)               | Platin                                                                 | 8.000    |
| Vereinigte Staaten (RIAA)    | 3× Platin                                                              | 300.000  |
| Vereinigtes Königreich (BPI) | Gold                                                                   | 25.000   |
| Insgesamt                    | 1× Gold · 10× Platin ·                                                 | 413.000  |

### Immagine in Cornice
| Land/Region               | Auszeichnungen für Musikverkäufe (Land/Region, Auszeichnung, Verkäufe) | Verkäufe |
| ------------------------- | ---------------------------------------------------------------------- | -------- |
| Australien (ARIA)         | Gold                                                                   | 7.500    |
| Italien (FIMI)            | —                                                                      | 10.000   |
| Vereinigte Staaten (RIAA) | Gold                                                                   | 50.000   |
| Insgesamt                 | 2× Gold ·                                                              | 67.500   |

### Pearl Jam Twenty
| Land/Region               | Auszeichnungen für Musikverkäufe (Land/Region, Auszeichnung, Verkäufe) | Verkäufe |
| ------------------------- | ---------------------------------------------------------------------- | -------- |
| Australien (ARIA)         | Platin                                                                 | 15.000   |
| Portugal (AFP)            | Gold                                                                   | 4.000    |
| Vereinigte Staaten (RIAA) | Platin                                                                 | 100.000  |
| Insgesamt                 | 1× Gold · 2× Platin ·                                                  | 119.000  |

## Statistik und Quellen
| Land/RegionAuszeichnungen für Musikverkäufe (Land/Region, Auszeichnungen, Verkäufe, Quellen) | Silber     | Gold       | Platin         | Diamant  | Verkäufe   | Quellen                           |
| -------------------------------------------------------------------------------------------- | ---------- | ---------- | -------------- | -------- | ---------- | --------------------------------- |
| Argentinien (CAPIF)                                                                          | —          | 2× Gold2   | —              | —        | 50.000     | capif.org.ar                      |
| Australien (ARIA)                                                                            | —          | 10× Gold10 | 39× Platin39   | —        | 2.332.500  | aria.com.au                       |
| Belgien (BRMA)                                                                               | —          | —          | Platin1        | —        | 50.000     | ultratop.be                       |
| Brasilien (PMB)                                                                              | —          | 12× Gold12 | 3× Platin3     | —        | 730.000    | pro-musicabr.org.br               |
| Dänemark (IFPI)                                                                              | —          | Gold1      | 3× Platin3     | —        | 105.000    | ifpi.dk                           |
| Deutschland (BVMI)                                                                           | —          | Gold1      | —              | —        | 250.000    | musikindustrie.de                 |
| Europa (IFPI)                                                                                | —          | Gold1      | —              | —        | (500.000)  | Einzelnachweise                   |
| Italien (FIMI)                                                                               | —          | 4× Gold4   | 4× Platin4     | —        | 355.000    | fimi.it                           |
| Kanada (MC)                                                                                  | —          | 5× Gold5   | 32× Platin32   | —        | 2.870.000  | musiccanada.com                   |
| Mexiko (AMPROFON)                                                                            | —          | 5× Gold5   | —              | —        | 355.000    | Einzelnachweise                   |
| Neuseeland (RMNZ)                                                                            | —          | 2× Gold2   | 40× Platin40   | —        | 770.000    | aotearoamusiccharts.co.nz NZ2 NZ3 |
| Niederlande (NVPI)                                                                           | —          | 3× Gold3   | Platin1        | —        | 250.000    | nvpi.nl                           |
| Norwegen (IFPI)                                                                              | —          | 2× Gold2   | —              | —        | 50.000     | ifpi.no                           |
| Polen (ZPAV)                                                                                 | —          | 5× Gold5   | 2× Platin2     | —        | 170.000    | olis.pl                           |
| Portugal (AFP)                                                                               | Silber1    | 5× Gold5   | 4× Platin4     | —        | 109.500    | Einzelnachweise                   |
| Schweden (IFPI)                                                                              | —          | Gold1      | —              | —        | 50.000     | sverigetopplistan.se              |
| Schweiz (IFPI)                                                                               | —          | Gold1      | —              | —        | 25.000     | hitparade.ch                      |
| Spanien (Promusicae)                                                                         | —          | 4× Gold4   | Platin1        | —        | 260.000    | elportaldemusica.es ES2           |
| Vereinigte Staaten (RIAA)                                                                    | —          | 11× Gold11 | 27× Platin27   | Diamant1 | 36.000.000 | riaa.com                          |
| Vereinigtes Königreich (BPI)                                                                 | 8× Silber8 | 9× Gold9   | 2× Platin2     | —        | 2.750.000  | bpi.co.uk                         |
| Insgesamt                                                                                    | 9× Silber9 | 84× Gold84 | 159× Platin159 | Diamant1 |            |                                   |